# Bill Paxton
William „Bill” Paxton (n. 17 mai 1955, Fort Worth, Texas, SUA – d. 25 februarie 2017, Los Angeles, California, SUA) a fost un actor și regizor american. El a apărut într-o serie de filme, printre care: The Terminator (1984), Weird Science (1985), Aliens (1986), Predator 2 (1990), Minciuni adevărate (1994), Apollo 13 (1995), Twister (1996), și Titanic (1997). De asemenea, el a jucat în serialul HBO Big Love (2006-2011) și a fost nominalizat la un premiu Emmy pentru miniserialul Hatfields & McCoys.

## Filmografie completă

### Film
| An   | Titlu                                          | Rol                                | Note              | Ref.   |
| ---- | ---------------------------------------------- | ---------------------------------- | ----------------- | ------ |
| 1975 | Crazy Mama                                     | John                               | nemenționat       | [ 12 ] |
| 1981 | Butcher, Baker, Nightmare Maker/Night Warning  | Eddie                              | ca William Paxton |        |
| 1981 | Stripes                                        | Soldier #8                         |                   | [ 13 ] |
| 1983 | Reckless                                       | 'Bobo'                             |                   |        |
| 1983 | The Lords of Discipline                        | Gilbreath                          |                   | [ 13 ] |
| 1983 | Mortuary                                       | Paul Andrews                       |                   | [ 13 ] |
| 1983 | Taking Tiger Mountain                          | Billy Hampton                      |                   | [ 14 ] |
| 1984 | Streets of Fire                                | Clyde The Bartender                |                   | [ 13 ] |
| 1984 | Impulse                                        | Eddie                              |                   | [ 13 ] |
| 1984 | The Terminator                                 | Punk Leader                        |                   | [ 13 ] |
| 1985 | Weird Science                                  | Chet Donnelly                      |                   | [ 13 ] |
| 1985 | Commando                                       | Intercept Officer #1               |                   | [ 13 ] |
| 1986 | Aliens                                         | Private William Hudson             |                   | [ 13 ] |
| 1987 | Near Dark                                      | Severen                            |                   | [ 13 ] |
| 1988 | Pass the Ammo                                  | Jesse Wilkes                       |                   | [ 13 ] |
| 1989 | Slipstream                                     | Matt Owens                         |                   | [ 13 ] |
| 1989 | Next of Kin                                    | Gerald Gates                       |                   | [ 13 ] |
| 1989 | Back to Back                                   | Bo Brand                           |                   | [ 13 ] |
| 1990 | Brain Dead                                     | Jim Reston                         |                   | [ 13 ] |
| 1990 | The Last of the Finest                         | Howard 'Hojo' Jones                |                   | [ 13 ] |
| 1990 | Navy SEALs                                     | Floyd "God" Dane                   |                   | [ 13 ] |
| 1990 | Predator 2                                     | Detectiv Jerry Lambert             |                   | [ 13 ] |
| 1991 | The Dark Backward                              | Gus                                |                   | [ 13 ] |
| 1992 | One False Move                                 | Șerif Dale 'Hurricane' Dixon       |                   | [ 13 ] |
| 1992 | The Vagrant                                    | Graham Krakowski                   |                   | [ 13 ] |
| 1992 | Trespass                                       | Vince                              |                   | [ 13 ] |
| 1993 | Boxing Helena                                  | Ray O'Malley                       |                   | [ 13 ] |
| 1993 | Indian Summer                                  | Jack Belston                       |                   | [ 13 ] |
| 1993 | Monolith                                       | Tucker                             |                   | [ 13 ] |
| 1993 | Tombstone                                      | Morgan Earp                        |                   | [ 13 ] |
| 1994 | Future Shock                                   | Vince                              |                   | [ 13 ] |
| 1994 | True Lies                                      | Simon                              |                   | [ 13 ] |
| 1995 | Apollo 13                                      | Fred Haise                         |                   | [ 13 ] |
| 1995 | The Last Supper                                | Zachary Cody                       |                   | [ 13 ] |
| 1995 | Frank and Jesse                                | Frank James                        |                   | [ 13 ] |
| 1996 | Twister                                        | Bill 'The Extreme' Harding         |                   | [ 13 ] |
| 1996 | The Evening Star                               | Jerry Bruckner                     |                   | [ 13 ] |
| 1997 | Traveller                                      | Bokky                              |                   | [ 13 ] |
| 1997 | Titanic                                        | Brock Lovett                       |                   | [ 13 ] |
| 1998 | A Simple Plan                                  | Hank Mitchell                      |                   | [ 13 ] |
| 1998 | Mighty Joe Young                               | Professor Gregory O'Hara           |                   | [ 13 ] |
| 2000 | U-571                                          | Lieutenant Commander Mike Dahlgren |                   | [ 13 ] |
| 2000 | Vertical Limit                                 | Elliot Vaughn                      |                   | [ 13 ] |
| 2001 | Frailty                                        | Dad Meiks                          | Și regizor        | [ 13 ] |
| 2002 | Spy Kids 2: The Island of Lost Dreams          | 'Dinky' Winks                      | Cameo             | [ 13 ] |
| 2003 | Ghosts of the Abyss                            | Himself / Narrator                 |                   | [ 13 ] |
| 2003 | Resistance                                     | Major Ted Brice                    |                   | [ 15 ] |
| 2003 | Spy Kids 3-D: Game Over                        | 'Dinky' Winks                      | Cameo             | [ 13 ] |
| 2004 | Broken Lizard's Club Dread                     | Pete 'Coconut Pete' Wabash         |                   | [ 13 ] |
| 2004 | Thunderbirds                                   | Jeff Tracy                         |                   | [ 13 ] |
| 2004 | Haven                                          | Carl Ridley                        |                   | [ 16 ] |
| 2005 | Magnificent Desolation: Walking on the Moon 3D | Edgar Mitchell                     | Short film        | [ 17 ] |
| 2007 | The Good Life                                  | Robbie                             |                   | [ 13 ] |
| 2011 | Haywire                                        | John Kane                          |                   |        |
| 2011 | Tornado Alley                                  | Narrator                           |                   |        |
| 2012 | Shanghai Calling                               | Donald                             |                   | [ 18 ] |
| 2013 | The Colony                                     | Mason                              |                   | [ 13 ] |
| 2013 | 2 Guns                                         | CIA Agent Earl                     |                   | [ 13 ] |
| 2013 | Red Wing                                       | Jim Verret                         |                   | [ 13 ] |
| 2014 | Million Dollar Arm                             | Tom House                          |                   | [ 13 ] |
| 2014 | Edge of Tomorrow                               | Master Sergeant Farell             |                   | [ 13 ] |
| 2014 | Nightcrawler                                   | Joe Loder                          |                   | [ 13 ] |
| 2015 | Pixies                                         | Eddie Beck                         | Voce              | [ 19 ] |
| 2016 | Term Life                                      | Detective Joe Keenan               |                   | [ 13 ] |
| 2016 | Mean Dreams                                    | Wayne Caraway                      |                   | [ 13 ] |
| 2017 | The Circle                                     | Vinnie Holland                     | lansare postumă   | [ 13 ] |

### Televiziune
| An      | Titlu                                | Rol                   | Note                                         | Ref.          |
| ------- | ------------------------------------ | --------------------- | -------------------------------------------- | ------------- |
| 1983    | Deadly Lessons                       | Eddie Fox             | Film TV                                      | [ 13 ]        |
| 1985    | An Early Frost                       | Bob Maracek           | Film TV                                      | [ 13 ]        |
| 1985    | The Atlanta Child Murders            | Campbell              | [Miniserie TV                                | [ 13 ]        |
| 1986    | Fresno                               | Billy Joe Bobb        | Miniserie (4 episoade)                       | [ 13 ]        |
| 1986    | Miami Vice                           | Detectiv Vic Romano   | Episodul: "Streetwise"                       | [ 20 ]        |
| 1987    | The Hitchhiker                       | Trout                 | Episodul: "Made for Each Other"              | [ 21 ]        |
| 1993    | Tales from the Crypt                 | Billy DeLuca          | Episodul: "People Who Live in Brass Hearses" | [ 20 ]        |
| 1998    | A Bright Shining Lie                 | John Paul Vann        | Film TV                                      | [ 13 ]        |
| 2003    | Frasier                              | Ernie                 | Episodul: "Analyzed Kiss"                    | [ 20 ]        |
| 2006–11 | Big Love                             | Bill Henrickson       | Personaj principal (53 episoade)             | [ 22 ]        |
| 2012    | Hatfields & McCoys                   | Randolph McCoy        | Miniserie (3 episoade)                       | [ 22 ]        |
| 2013    | JFK: The Day That Changed Everything | Narator               | Documentar                                   | [ 23 ]        |
| 2014    | Agents of S.H.I.E.L.D.               | John Garrett          | 6 episoade                                   | [ 20 ]        |
| 2015    | Texas Rising                         | Sam Houston           | Miniserie                                    | [ 24 ] [ 25 ] |
| 2015    | The Gamechangers                     | Jack Thompson         | Film TV                                      | [ 26 ]        |
| 2017    | Training Day                         | Detectiv Frank Roarke | Personaj principal (13 episoade)             | [ 20 ]        |

### Videoclipuri
| An   | Titlu                                                   | Rol             | Note                    | Ref.       |        |
| ---- | ------------------------------------------------------- | --------------- | ----------------------- | ---------- | ------ |
| 1980 | "Fish Heads"                                            | Barnes & Barnes | Personaj principal      | Și regizor | [ 27 ] |
| 1982 | "Love Tap"                                              | Barnes & Barnes | Personaj principal      |            |        |
| 1982 | "Shadows of the Night"                                  | Pat Benatar     | Wehrmacht-Unteroffizier |            | [ 21 ] |
| 1983 | "Soak It Up"                                            | Barnes & Barnes | Personaj principal      |            |        |
| 1984 | "Ah Ā"                                                  | Barnes & Barnes |                         |            |        |
| 1986 | "How Can the Labouring Man Find Time for Self-Culture?" | Martini Ranch   |                         |            |        |
| 1987 | "Touched by the Hand of God"                            | New Order       |                         |            | [ 28 ] |
| 1988 | "Reach"                                                 | Martini Ranch   | Main character          |            | [ 21 ] |
| 2003 | "Eat You Alive"                                         | Limp Bizkit     | Sheriff                 |            | [ 21 ] |

### Jocuri video
| An   | Titlu                          | Rol  | Note        | Ref. |
| ---- | ------------------------------ | ---- | ----------- | ---- |
| 2015 | Call of Duty: Advanced Warfare | Kahn | Exo Zombies |      |

## Legături externe
- Bill Paxton la Internet Movie Database
- Bill Paxton la TCM Movie Database
- Bill Paxton la Allmovie
- Bill Paxton and Bill Paxton - Movie Director at The Numbers
- Bill Paxton la National Public Radio in 2005
- Bill Paxton la National Public Radio in 2002